# Allahabad Bank
Allahabad Bank (en hindi : इलाहाबाद बैंक) est une banque dont le siège social est situé à Calcutta en Inde.

## Histoire
Elle est nationalisée le 19 juillet 1969. En octobre 2002, le gouvernement privatise partiellement la banque qui est alors détenue à 71,16 % par celui-ci, puis en avril 2005, sa part passe à 55,23 %.
En août 2019, le gouvernement indien annonce la fusion d'Indian Bank avec Allahabad Bank, fusion effective en avril 2020. Le nouvel ensemble regroupe 6 000 agences, 4 800 distributeurs automatiques et 43 000 employés.